# Uruguay–Brazília (1950-es labdarúgó-világbajnokság)
Az 1950-es labdarúgó-világbajnokságon egy döntő csoportkört rendeztek, ahová a csoportkör győztesei jutottak. Ennek a csoportkörnek a győztese nyerte a világbajnokságot. Az utolsó fordulóban játszott Uruguay–Brazília mérkőzés döntött a világbajnoki címről 1950. július 16-án a Maracanã Stadionban, Rio de Janeiróban. Ez volt a labdarúgó-világbajnokságok történetének negyedik fináléja. Uruguay másodszor játszhatott a világbajnoki címért.
A világbajnokság történetében az Uruguay–Brazília mérkőzésen volt eddig a legmagasabb a nézőszám. A világbajnoki címet Uruguay nyerte, miután 2–1-re megnyerte a mérkőzést a hazai csapat ellen. A mérkőzés a Maracanazo nevet kapta (a stadion neve után).

## A döntő csoportkör mérkőzései
| Dátum            | Mérkőzés | Mérkőzés | Mérkőzés      |
| ---------------- | -------- | -------- | ------------- |
| 1950. július 9.  | Brazília | 7 – 1    | Svédország    |
| 1950. július 9.  | Uruguay  | 2 – 2    | Spanyolország |
| 1950. július 13. | Brazília | 6 – 1    | Spanyolország |
| 1950. július 13. | Uruguay  | 3 – 2    | Svédország    |

Tabella a négy lejátszott mérkőzés után
| Csapat        | M | Gy | D | V | G+ | G– | P |
| ------------- | - | -- | - | - | -- | -- | - |
| Brazília      | 2 | 2  | 0 | 0 | 13 | 2  | 4 |
| Uruguay       | 2 | 1  | 1 | 0 | 5  | 4  | 3 |
| Spanyolország | 2 | 0  | 1 | 1 | 3  | 8  | 1 |
| Svédország    | 2 | 0  | 0 | 2 | 3  | 10 | 0 |

Az Uruguay–Brazília mérkőzéssel egyidőben játszották a Spanyolország–Svédország mérkőzést is, de e két csapat már nem nyerhette meg a csoportot, mert a szabályok szerint a győzelemért két pont járt. Brazíliának a döntetlen is elég lett volna a végső győzelemhez.
A Svédország–Spanyolország mérkőzés eredménye
| 1950. július 16. |

| Svédország | 3–1 | Spanyolország |
| ---------- | --- | ------------- |
|            |     |               |

|  |

## Uruguay–Brazília
| 1950. július 16. 17:00 (CEST) |

| Uruguay                    | 2–1               | Brazília   |
| -------------------------- | ----------------- | ---------- |
| Schiaffino 66' Ghiggia 79' | (0–0) Jegyzőkönyv | Friaça 47' |

| Maracanã Stadion, Rio de Janeiro Nézőszám: 173 850 Játékvezető: George Reader (angol) |

| Uruguay | Brazília |

| URUGUAY:             |  |                          |
|                      |  |                          |
| GK                   |  | Roque Máspoli            |
| SW                   |  | Matías González          |
| RB                   |  | Víctor Rodríguez Andrade |
| CB                   |  | Eusebio Tejera           |
| LB                   |  | Schubert Gambetta        |
| CM                   |  | Julio Pérez              |
| CM                   |  | Obdulio Varela           |
| RF                   |  | Alcides Ghiggia          |
| CF                   |  | Juan Alberto Schiaffino  |
| CF                   |  | Omar Oscar Míguez        |
| LF                   |  | Rubén Morán              |
| Szövetségi kapitány: |  |                          |
| Juan López Fontana   |  |                          |

| BRAZÍLIA:            |  |                   |
|                      |  |                   |
| GK                   |  | Moacir Barbosa    |
| RB                   |  | Augusto           |
| CB                   |  | Juvenal           |
| LB                   |  | Bigode            |
| DM                   |  | José Carlos Bauer |
| DM                   |  | Danilo            |
| AM                   |  | Zizinho           |
| AM                   |  | Jair              |
| RF                   |  | Friaça            |
| CF                   |  | Ademir            |
| LF                   |  | Chico             |
| Szövetségi kapitány: |  |                   |
| Flávio Costa         |  |                   |

A csoport és egyben a világbajnokság végeredménye
| Csapat        | M | Gy | D | V | G+ | G– | P |
| ------------- | - | -- | - | - | -- | -- | - |
| Uruguay       | 3 | 2  | 1 | 0 | 7  | 5  | 5 |
| Brazília      | 3 | 2  | 0 | 1 | 14 | 4  | 4 |
| Svédország    | 3 | 1  | 0 | 2 | 6  | 11 | 2 |
| Spanyolország | 3 | 0  | 1 | 2 | 4  | 11 | 1 |

| Az 1950-es labdarúgó-világbajnokság győztese |
| -------------------------------------------- |
| URUGUAY 2. cím                               |